# Рігельсберг
Рігельсберг (нім. Riegelsberg) — громада в Німеччині, знаходиться в землі Саар. Входить до складу району Саарбрюккен.
Площа — 14,70 км2. Населення становить 14 268 ос. (станом на 31 грудня 2021).

## Транспорт
Рігельсберг пов'язаний з Саарбрюккеном і Сарргеміном (Франція) лінією міжміського трамвая (tram-train, «трамвай-поїзд») Saarbahn.

## Галерея

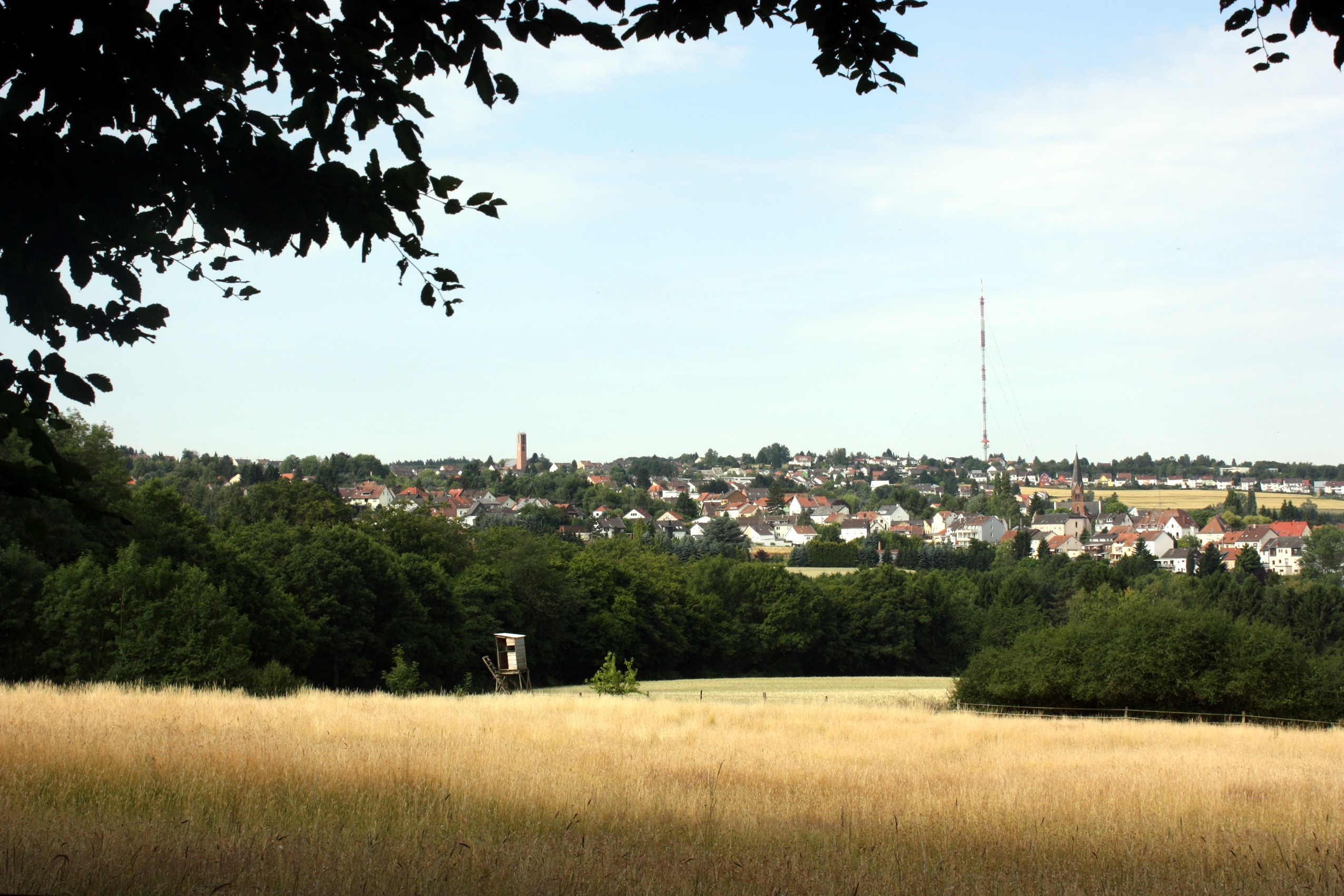
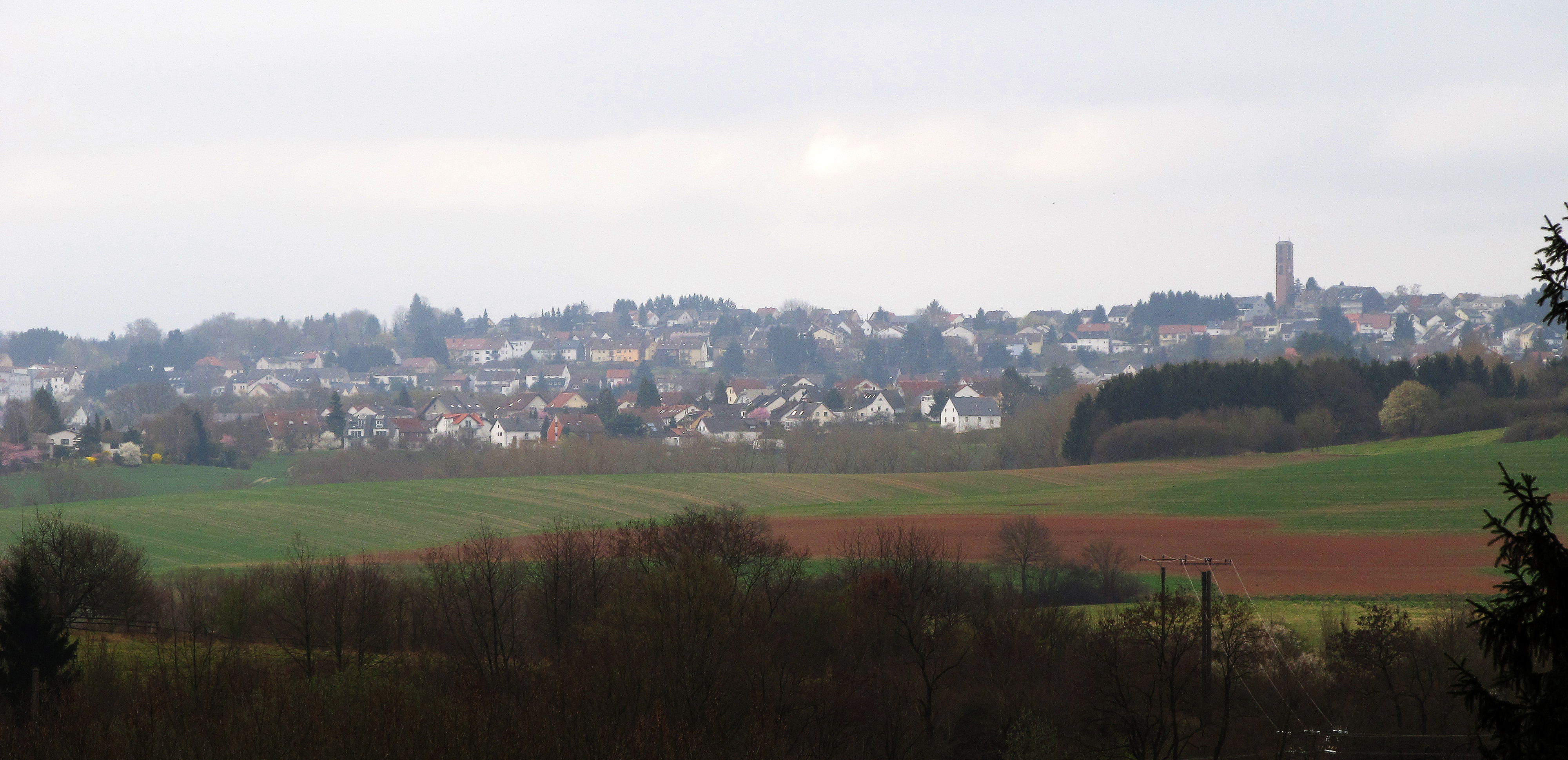
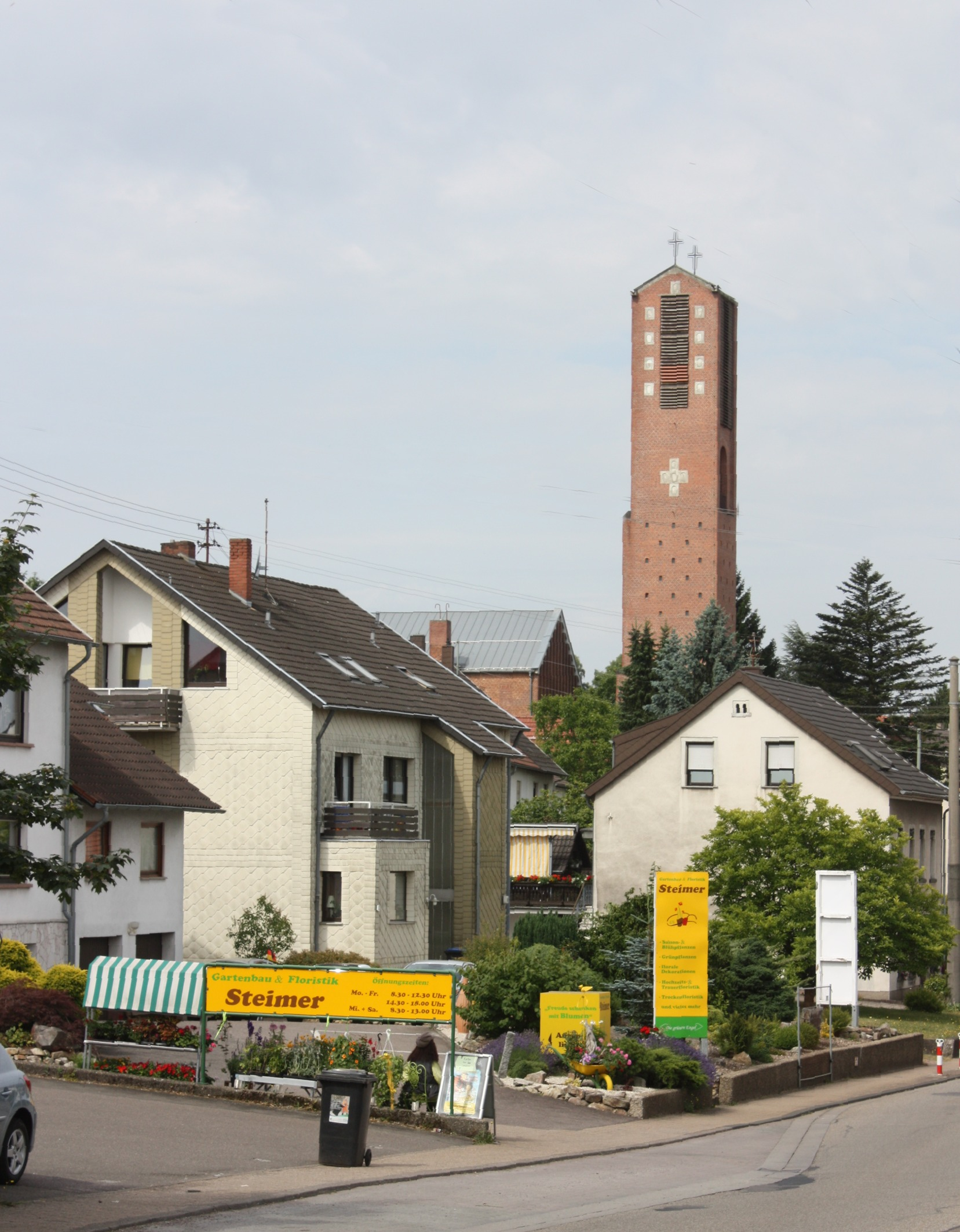
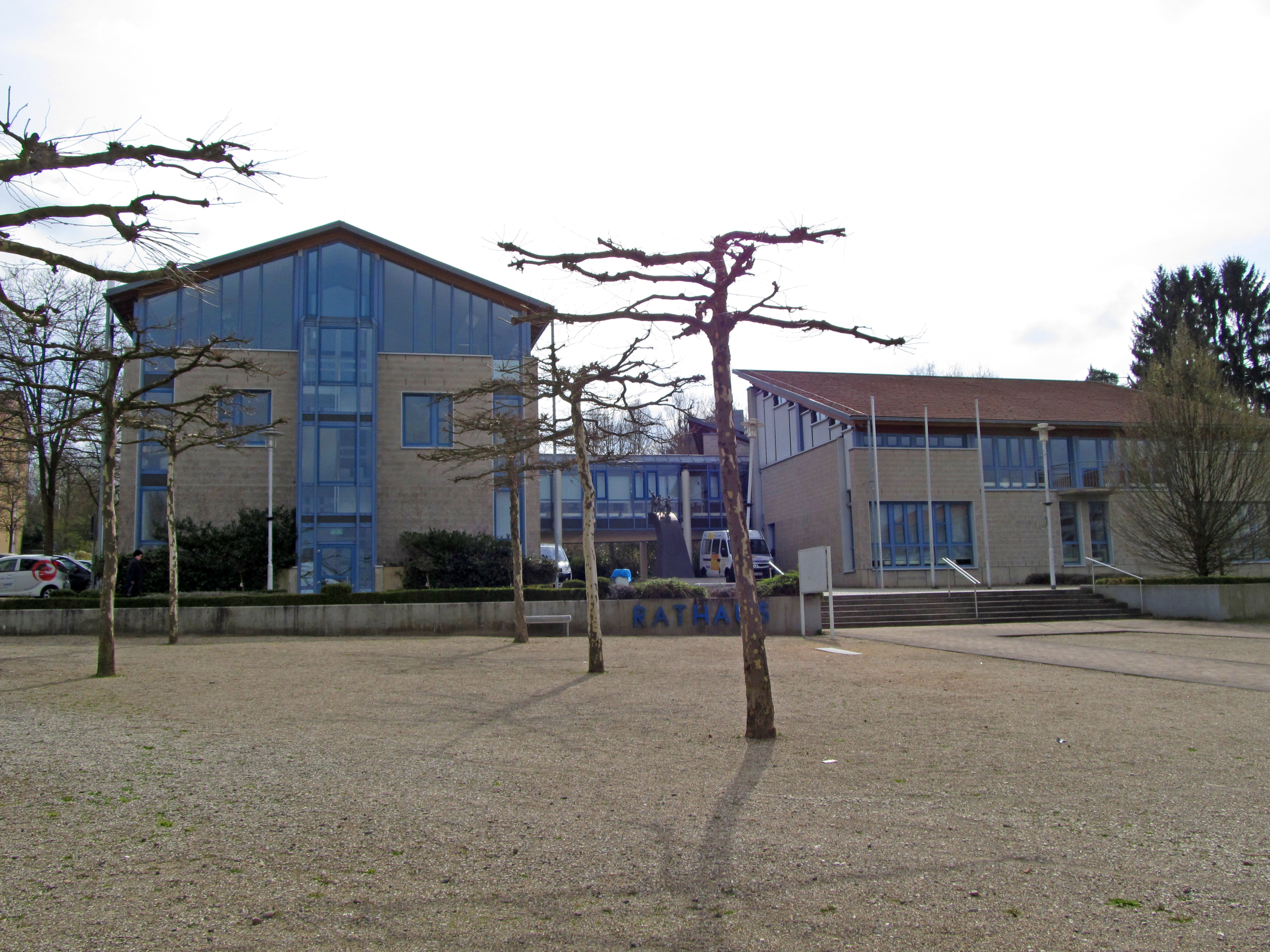
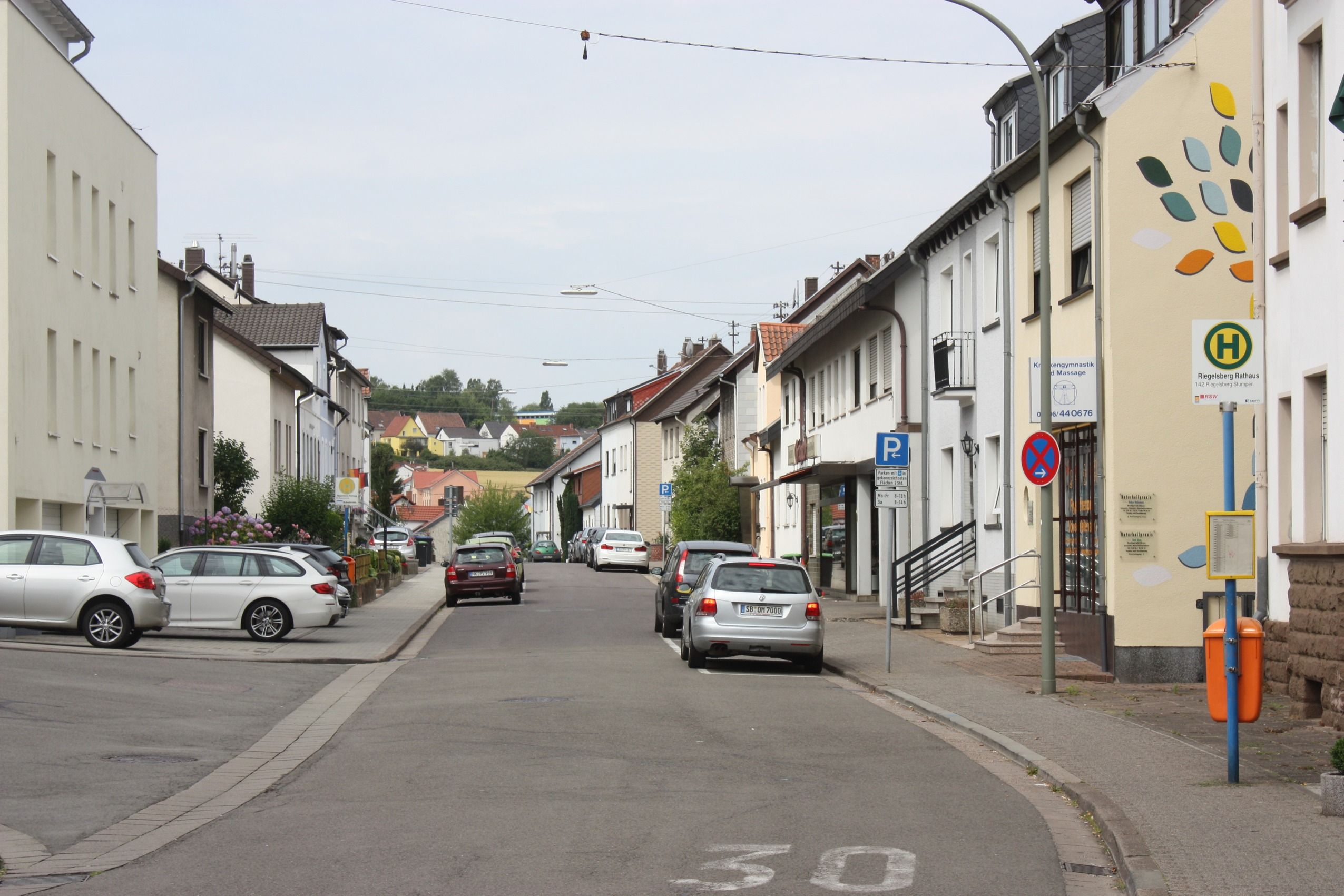
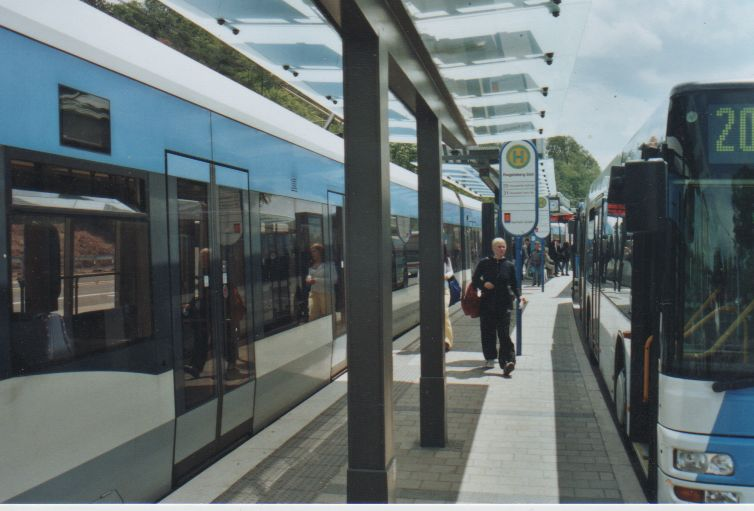